# Ташкентский фронт
«Ташкентский фронт» — антисемитский стереотип и расхожее в СССР выражение. Подразумевает, что евреи во время Великой Отечественной войны отсиживались в эвакуации в Ташкенте и не участвовали в боевых действиях.
Причинами появления стереотипа были массовый антисемитизм, проникший в том числе в государственный аппарат, общий рост ксенофобии, напряжённость между эвакуированными в тыл и местным населением, послевоенные конфликты из-за возврата жилья вернувшимся из эвакуации, и другие.
Этот стереотип продолжил существование после войны и сохранился в постсоветской России в XXI веке. В реальности евреи сражались на фронте наравне со всеми прочими гражданами СССР.

## Происхождение и использование
Антисемитизм получил широкое распространение в тыловых районах СССР в военные и послевоенные годы. Это было связано с общим ростом ксенофобии в этот период. Антисемитизм в советском тылу рассматривается исследователями как взаимодействие «скрытого аппаратного антисемитизма» и «стихийной юдофобии масс».
Следствием этого антисемитизма стало появление стереотипа, согласно которому евреи во время Великой Отечественной войны отсиживались в эвакуации в Ташкенте и не участвовали в боевых действиях. В аналогичном смысле использовались производные выражения «ташкентские ордена» (незаслуженные, или даже купленные), «ташкентские партизаны» и т. п.
Одной из причин исходного появления таких настроений и впоследствии стереотипа об отсиживающихся в тылу евреях было резкое культурное отличие эвакуированных в «первой волне» лета 1941 года евреев из местечек и городов Белоруссии, Украины и Молдавии от местного населения Урала, Сибири и Центральной Азии. Это отличие выделяло евреев из прочих беженцев, делало их очень заметными и вызывало негативную реакцию. Второй причиной было то, что эвакуация жителей Центральной России и Восточной Украины, среди которых евреев было немного, происходила позже, когда наилучшие рабочие места, жильё и т. д. уже были заняты «первой волной», в том числе евреями.
Распространению этих обвинений способствовали также некоторые деятели культуры. В частности, будучи сам эвакуированным в Ашхабад, украинский кинорежиссёр Александр Довженко прокомментировал традиционный еврейский тост режиссёра Соломона Михоэлса «За жизнь!» (идиш: «Лехаим!»), поднятый им на одном из мероприятий в Ташкенте:

В вашей любви к жизни, вот в этом сытном панегирике я вижу обыкновенную боязнь смерти. С ней не повоюешь, с ней побежишь в Ташкент.

Писатель Остап Вишня опубликовал летом 1946 года фельетон, в котором утверждал, что пока украинцы воевали, евреи отсиживались в Фергане и Ташкенте. В этой травле принял участие и будущий Нобелевский лауреат Михаил Шолохов.
После войны во время допросов арестованной по делу Еврейского антифашистского комитета Лидии Шатуновской полковник госбезопасности Владимир Комаров заявил:

Мы поощряли и даже сами распространяли циркулировавшие во время войны слухи о том, что евреи якобы бежали с фронта и укрывались в тылу, что они в лучшем случае устраивались в армии в штабах и интендантстве, что они вообще плохие солдаты и спекулянты.

Николай Митрохин пишет, что через призыв пополнения и возвращение солдат из отпусков и лечения из этих районов на фронт в армии появилась устойчивая легенда о «ташкентском фронте». Этому способствовало целенаправленное замалчивание властями информации об активном участии евреев в военных действиях. Писатель Александр Степанов в мае 1943 года сообщал из города Фрунзе редактору газеты «Красная звезда» Давиду Ортенбергу об антисемитизме в тылу, что «демобилизованные из армии раненые являются главными его распространителями. Они открыто говорят, что евреи уклоняются от войны, сидят по тылам на тепленьких местечках и ведут настоящую погромную агитацию». Историк Альберт Каганович считает, что миф прижился после того, как массово возвращавшиеся из эвакуации евреи стали требовать назад своё жилье, занятое местным населением в их отсутствие.
Легенда о «ташкентском фронте» в послевоенное время активно использовалась русскими националистами для отрицания фактов антисемитизма в СССР и самооправдания. При этом русские изображались спасителями евреев от геноцида. Это выражение и стереотип продолжают существовать в постсоветской России и в XXI веке.
Иногда такое это обвинение касалось не только евреев. Например, аналогичные проблемы пережил русский поэт Владимир Луговской, который в начале войны получил под бомбёжкой контузию, был демобилизован по состоянию здоровья и уехал в Ташкент.

## Реакция
В реальности евреи сражались на фронте наравне со всеми прочими гражданами СССР. Историк Геннадий Костырченко отмечает весомый вклад евреев в победу над Германией: в годы войны в армии сражалось 434 тысячи евреев (по другим данным 500 тысяч), за военные подвиги 160 772 еврея были награждены боевыми орденами и медалями, в том числе 132 человека получили звание Героя Советского Союза.
Особенно тяжело переживали такие наветы те, кто сам участвовал в боевых действиях. Один из них, Михаил Рашкован, который был трижды ранен на фронте и демобилизовался только в 1946 году, написал в 1947 году стихотворение, в котором, среди прочего, были такие строки:
Нас сотни тысяч, жизни не жалея,

Прошли бои, достойные легенд,

Чтоб после слышать: «Это кто, евреи?

Они в тылу сражались за Ташкент!»
Историк Геннадий Эстрайх отмечает, что реакцией на эти обвинения стал «контрташкентский синдром» — пристальное до болезненного внимание к любым фактам, опровергающим слухи об уклонении евреев от фронта. В качестве примера он приводит редакционную политику газеты «Эйникайт», которая публиковала многочисленные материалы о евреях-героях.
С этой же темой оказался связан еврейский погром в Киеве в 1945 году. Поводом для погрома стало убийство 4 сентября 1945 года старшим лейтенантом НКВД Иосифом Розенштейном двух красноармейцев Грабаря и Мельникова, которые обозвали его «ташкентским партизаном» и избили.
Как в мемуарах, так и в художественной литературе часто встречаются военные и послевоенные истории, связанные с обвинением евреев в уклонении от фронта. Белорусский писатель Валентин Тарас рассказал о ситуации, которая произошла на его глазах:

Однажды в редакции газеты, где я работал, вдруг услышал расхожую фразу о том, что евреи воевали во время войны в Ташкенте. Женщина, которая произнесла её, почему-то обратилась за подтверждением к Григорию Берёзкину. Тот немедленно парировал: «Наверное, я неправильный еврей». «А вы совсем не похожи на еврея», — растерянно произнесла автор сентенции. Григорий Соломонович улыбнулся и сказал: «Вот ещё один непохожий идет!». В комнату вошел поэт Наум Кислик — фронтовик, перенесший тяжёлое ранение в голову. И как только Науму объяснили суть разговора, в дверь, тяжело опираясь на костыль, вошёл третий «непохожий» — Хаим Мальтинский. Он потерял ногу на передовой, будучи парторгом батальона. Вся тройка «ташкентских» фронтовиков долго хохотала над ярлыком, навешенным на них, хотя, думаю, в душе им было не до смеха.

Инвалид войны, один из танкистов-асов Ион Деген в своих воспоминаниях писал, что в 1951 году избил директора Киевского института усовершенствования врачей профессора Ивана Кальченко за намёк, что свои ордена фронтовик «купил в Ташкенте».